# Buckow (Rietz-Neuendorf)
Buckow (niedersorbisch: Bukow) ist ein Ortsteil der Gemeinde Rietz-Neuendorf im Landkreis Oder-Spree in Brandenburg. Er liegt an der Bundesstraße 246 westlich der Kreisstadt Beeskow und südlich des Hauptortes Rietz-Neuendorf.

## Geschichte

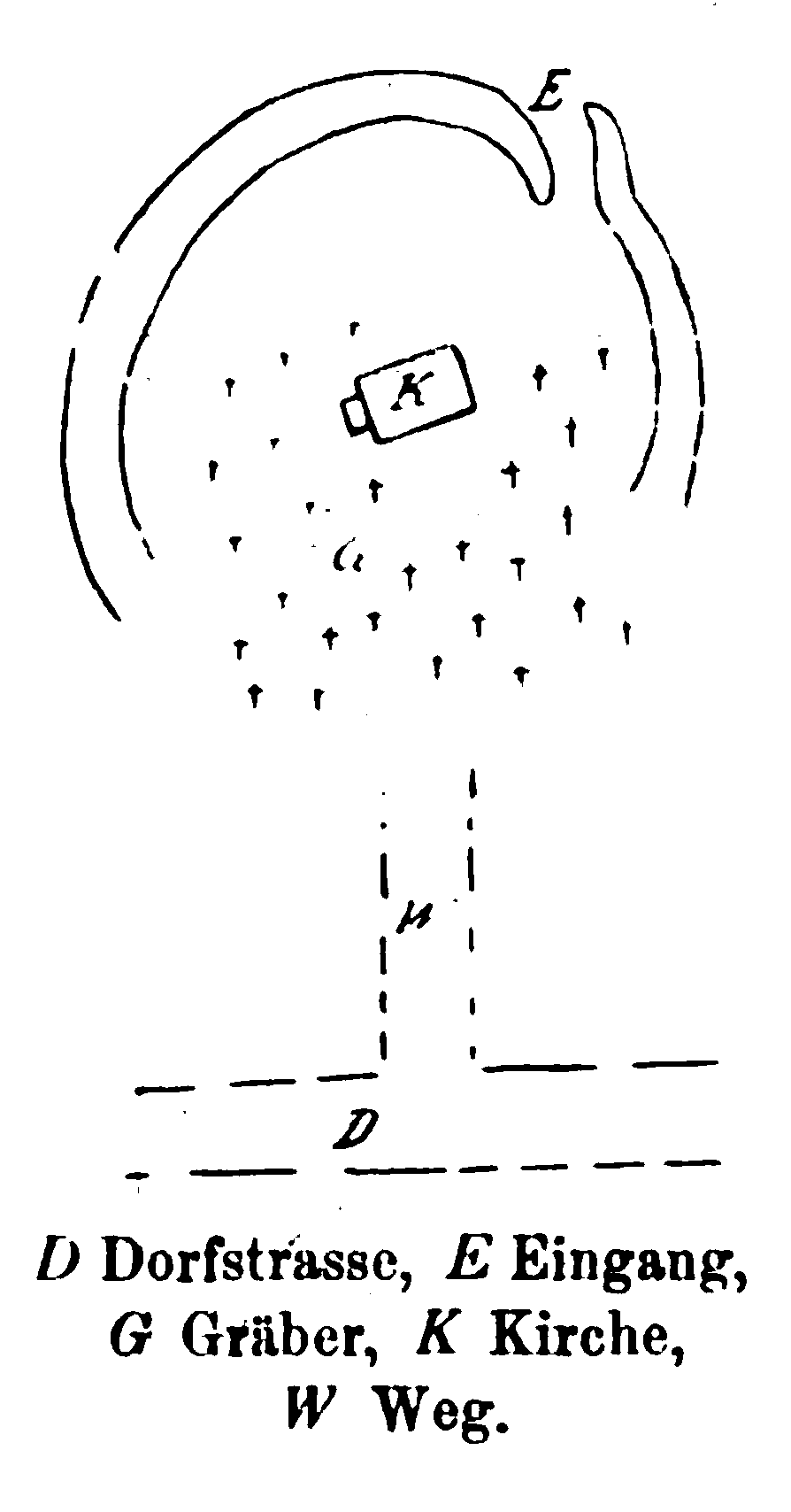
Zeichnung des slawischen Burgwalls von 1895

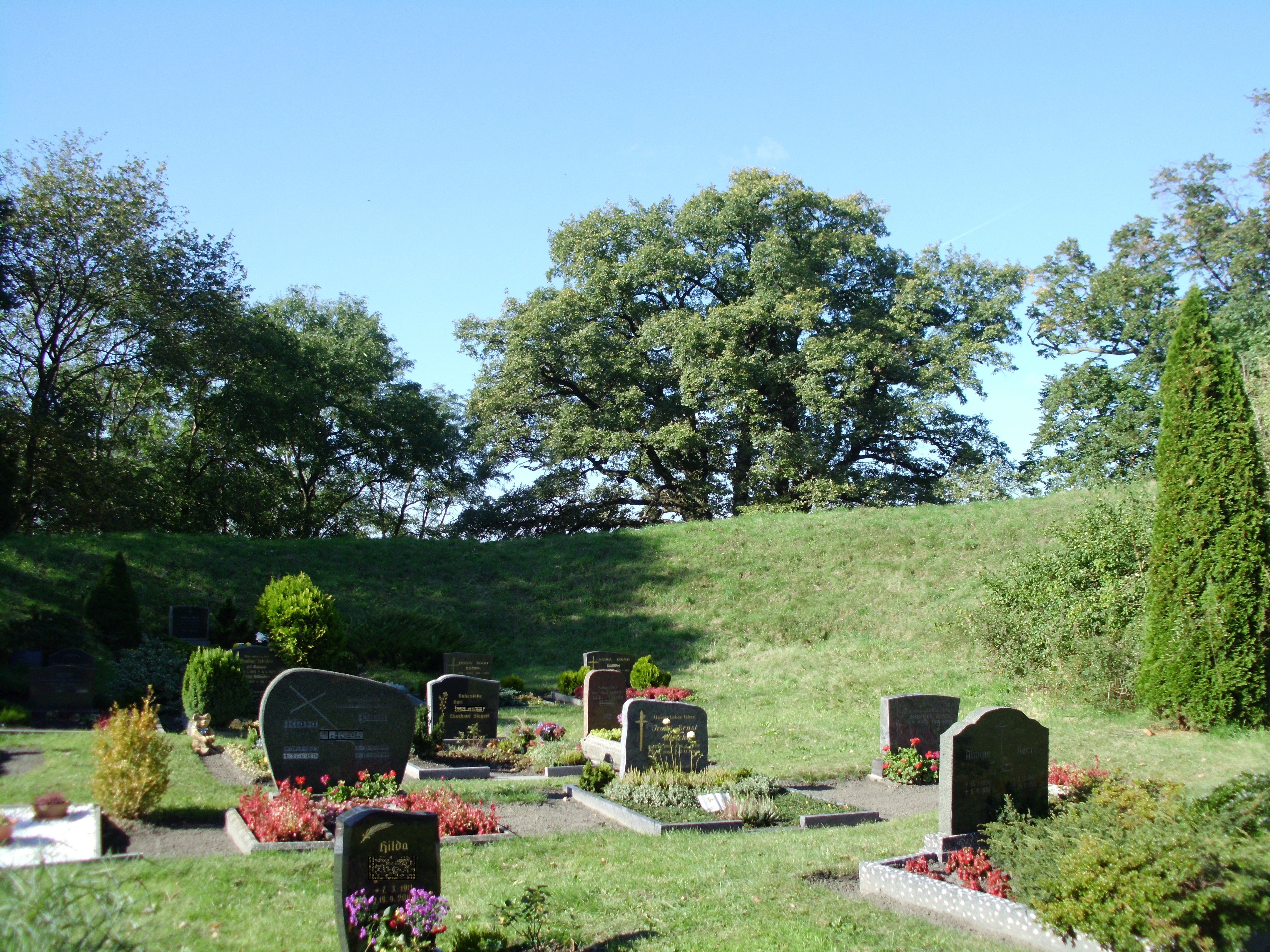
Wallanlage an der Kirche

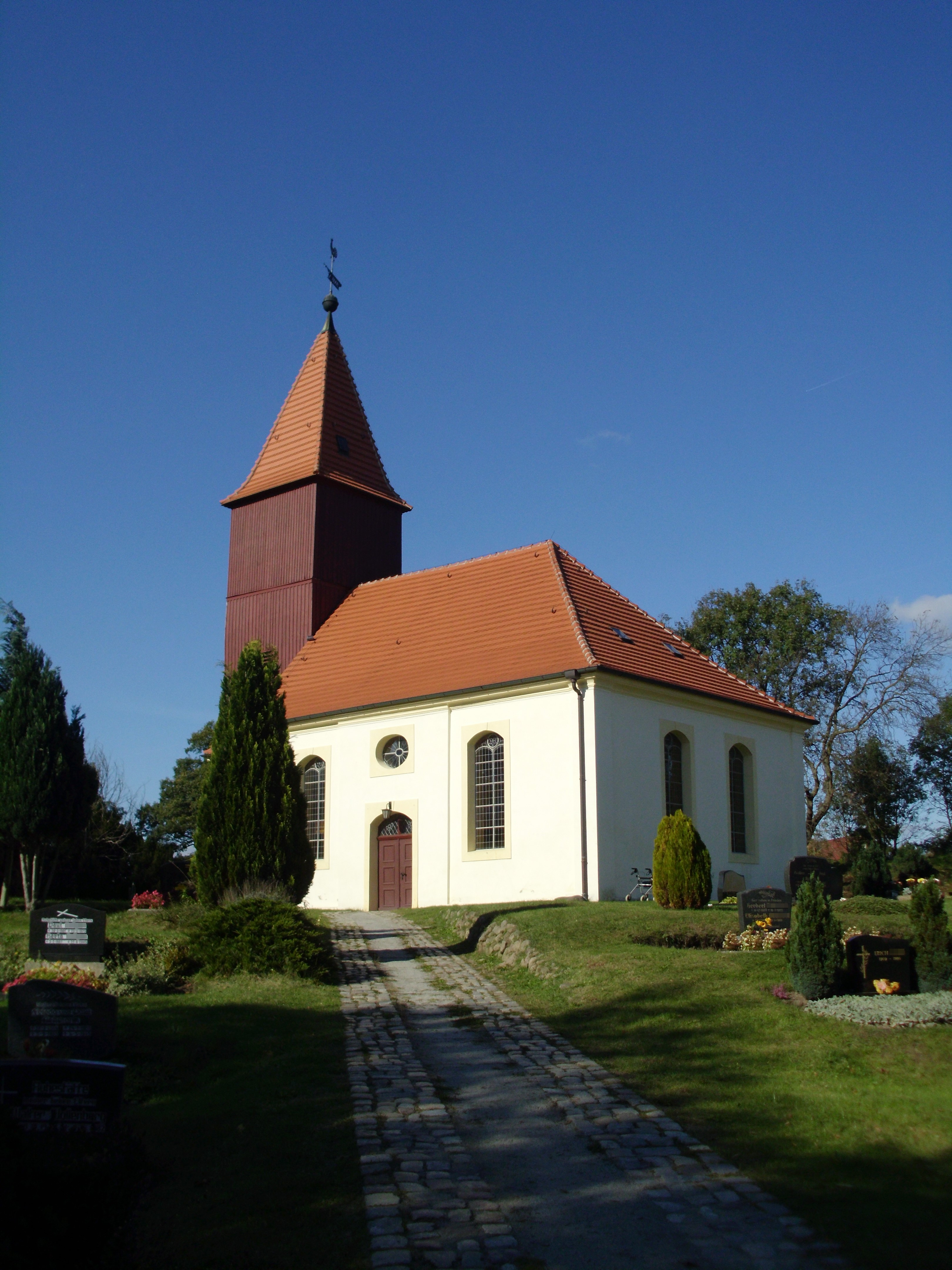
Kirche in der Wallanlage

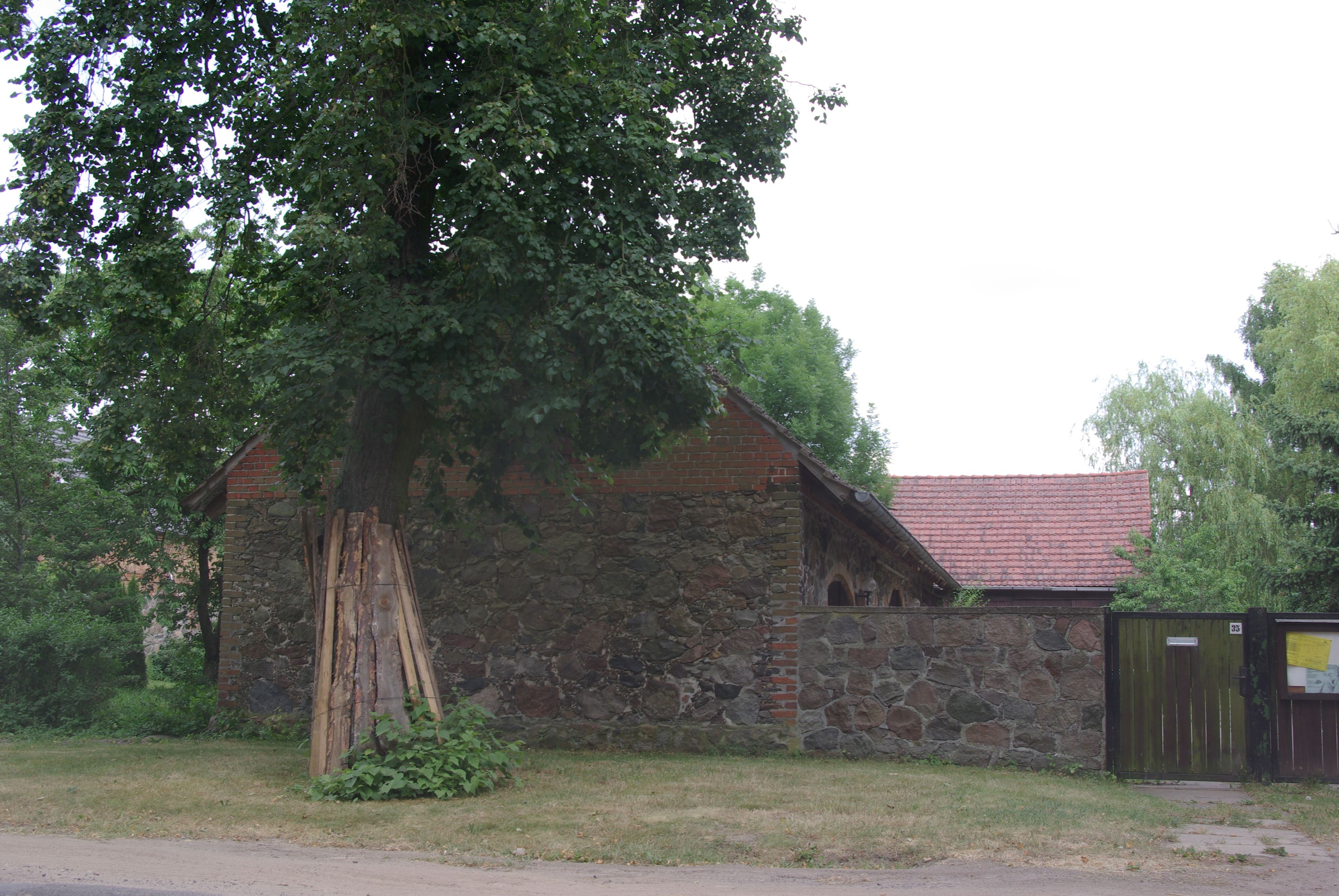
Pfarrgehöft

Der Name Buckow bezieht sich auf das altsorbische Bukov, einem Ort an dem es Rotbuchen gibt (buk = Rotbuche). 
Die erste urkundliche Erwähnung fand sich 1346 mit Bockaw. Im Laufe der Jahrhunderte wandelt sich der Name zur heutigen Schreibweise über 1494 Bukow, 1496 Buko.
Die erste Ansiedlung erfolgte durch die Slawen. Ein slawischer Burgwall aus dem 8.–10. Jahrhundert, im Volksmund „Schwedenschanze“ genannt, liegt im Ort. Innerhalb der ehemaligen Wallanlage befindet sich seit dem 13. Jahrhundert die Kirche und der Friedhof. Die eigentliche Burginnenfläche betrug etwa 40 mal 60 Meter, die Anlage war von einem breiten, flachen Graben umgeben, das Zugangstor lag im Norden und die Wallhöhe beträgt noch immer bis zu 4 m, Teile des Walls auf der Südseite wurden während des Baues der Kirche abgetragen, dabei fanden sich Steinpackungen, welche den unteren Teil des Walls ausmachen. Von hier führt der Weg zum ehemaligen Schulhaus und dem Pfarrgehöft.
In südlicher Richtung, etwa 1300 m entfernt, befand sich ein weiterer Wall aus der gleichen Zeit, der ähnlich angelegt wurde und etwa 190 m Innendurchmesser hatte. Reste einer altslawischen Siedlung, die bis ins 10.–11. Jahrhundert bewohnt war, fanden sich bei Abtragungen des Bodens im südöstlichen Bereich nach dem Ersten Weltkrieg. Dabei stieß man auf Steine und etwa 1 m lange angespitzte hölzerne Pfähle. Heute steht das Gebiet unter Denkmalschutz und wurde mit einigen Bäumen bepflanzt, um das Gelände zu sichern. Die Bewirtschaftung der Felder sorgte in der Folgezeit dafür, dass große Teile derartig abgeflacht wurden, dass man den Wall als solchen kaum noch erkennen kann.
Bei Grabungen im Auftrag der Akademie der Wissenschaften der DDR in den 1960er Jahren um die Kirche herum, fanden sich u. a. Scherben mit Kammstrichverzierungen und Eichenpfähle, ob es sich um eine Niederungsburg als Adelssitz, Fluchtburg oder ein Heiligtum handelte, blieb ungeklärt.  
Während des Dreißigjährigen Krieges diente der Wall um die Kirche den Dorfbewohnern als Schutz vor den Schweden, daher der Name „Schwedenschanze“, zur Zeit der Befreiungskriege 1813 verschanzten sich die Bauern hier gegen die französischen Truppen Napoleons. 
Die alte Kirche wurde 1732 wegen Baufälligkeit abgebrochen und 1737 wurde die heutige Kirche unter Verwendung alter Materialien wieder aufgebaut. Sie stellt sich in Form eines rechteckigen Putzbaues dar, an der Westseite mit einem quadratischen, im Oberteil verbrettertem Turm. Er beherbergt zwei Glocken, eine von 1841 aus der Glockengießerei Johann Carl Hackenschmidt aus Berlin. Das gewalmte Zeltdach trägt eine Kugel, Wetterfahne mit der Jahreszahl „2003“ und einen Wetterhahn mit der Jahreszahl „1737“. Die Turmspitze wurde nach einem Sturmschaden 1996 abgenommen und restauriert.
Im Inneren befindet sich ein hölzerner Kanzelaltar mit Schalldeckel. Dieser trägt die Initialen „FR“ („Fridericus Rex“) und eine Krone. Die Taufe ist ebenfalls hölzern, achteckig und stammt aus der Zeit des Altarbaus. Altartisch und Lesepult sind jüngeren Datums. Die Orgel auf der Westempore aus dem Jahre 1876 stammt von der Orgelbaufirma Teschner aus Fürstenwalde, ausgestattet mit einem Manual, Pedal und zwölf Registern. Die Hufeisenempore stammt aus der Bauzeit, die Decke besteht aus Balken und Brettern.
Kirche und Burgwall stehen unter Denkmalschutz.
Siehe auch Liste der Baudenkmale in Rietz-Neuendorf#Buckow

## Verwaltungsgeschichte
Vor der Eingemeindung am 31. Dezember 2001 gehörten die Wohnplätze Georgshöhe und Neue Herrlichkeit zur Gemeinde Buckow. Zwischenzeitlich, mindestens 1950 und 1957, war das Ackergehöft Neue Herrlichkeit ein Wohnplatz des benachbarten Dorfs Falkenberg. Die Postleitzahl O-1231 wurde am 1. Juli 1993 in die heutige Postleitzahl 15848 geändert.

## Verkehr
Der Ort liegt an der Bahnstrecke Königs Wusterhausen–Grunow und ist mit dem Zug von Königs Wusterhausen oder Frankfurt (Oder) erreichbar (NEB RB 36) und verfügt über den Haltepunkt Buckow (b Beeskow).
Neben der Anbindung an die Bundesstraße 246 kann man von der A 12, Abfahrt Fürstenwalde West ebenfalls nach Buckow gelangen oder die Buslinien des Nahverkehrsnetzes nutzen.

## Tourismus
An der Straße nach Lindenberg befinden sich zwei Landschaftsschutzgebiete, der Schlosspark Lindenberg wurde von Ludwig Lesser konzipiert und ist der einzige von ihm erhaltene Gutspark im landschaftlichen Stil. Im ehemaligen Park Georgshöhe stehen Bäume von besonderer Art und Bedeutung, ausgewiesene Wanderwege zwischen den Dörfern Buckow, Birkholz und Groß-Rietz führen um das Gut „Hirschaue“, Deutschlands größtem ökologischen Wildgehege. Beeskow, Fürstenwalde und Storkow (Mark) bieten eine Vielzahl kultureller Höhepunkte.